# Christoph Eilard
Christoph Eilard (auch: Eilardus, Eilardi; * 1585 bei Oldenburg; † 28. April 1639 in Königsberg) war ein deutscher Dichter und Physiker.

## Leben
Der Sohn eines Bauern wurde 1585 auf einem Dorf in der Nähe von Oldenburg geboren. Im Mai 1605 begann er ein Studium an der Universität Rostock und von 1605 bis 1608 war er Lehrer in Lübeck. 1610 setzte er eine Studien an der Universität Königsberg fort, wo er am 1. Oktober 1611 den akademischen Grad eines Magisters der philosophischen Wissenschaften erwarb. Danach war er Lehrer am dortigen Pädagogium. 1618 wurde er Professor der Dichtkunst an der Königsberger Hochschule und übernahm zudem 1638 die Professur der Physik. In seiner Tätigkeit als Professor der Königsberger Hochschule beteiligte er sich auch an deren organisatorischen Aufgaben und war im Sommersemester 1634 Rektor der Alma Mater.
Er verstarb am 28. April 1639 in Königsberg.

## Werke
- Diss. de veritate transcendentali,
- Diss. de homine politico,
- Diss. de usu philosophiae in republica,
- Diss. de summa civilis administrationis felicitate
- Diss. de poemata